# Südafrikanische Cricket-Nationalmannschaft in Simbabwe in der Saison 2001/02
Die Tour der südafrikanischen Cricket-Nationalmannschaft nach Simbabwe in der Saison 2001/02 fand vom 7. bis zum 30. September 2001 statt. Die internationale Cricket-Tour war Teil der internationalen Cricket-Saison 2001/02 und umfasste zwei Test Matches und drei ODIs. Südafrika gewann die Testserie 1-0 und die ODI-Serie 3-0.

## Vorgeschichte
Für beide Teams war es die erste Tour der Saison. Das letzte Aufeinandertreffen der beiden Mannschaften bei einer Tour fand in der Saison 2000/01 in Südafrika statt. Auf Grund von Unruhen in Simbabwe war die Austragung Tour bis kurz vor ihrer Austragung fraglich, Südafrika entschied sich dennoch diese auszutragen.
Simbabwe benannte seinen Test-Kader am 31. August und seinen ODI-Kader am 18. September 2001.

## Stadien
Für die Tour wurden folgende Stadien als Austragungsorte vorgesehen.
| Stadion            | Stadt    | Kapazität | Spiele                  |
| ------------------ | -------- | --------- | ----------------------- |
| Queens Sports Club | Bulawayo | 9.000     | 2. Test; 1. ODI         |
| Harare Sports Club | Harare   | 10.000    | 1. Test; 2. ODI; 3. ODI |

## Kader
Südafrika benannte seinen Test-Kader am 13. August. Die folgenden Kader wurden von den Mannschaften bekanntgegeben.
| Test | Test | ODI | ODI |
| Simbabwe | Südafrika | Simbabwe | Südafrika |
| --- | --- | --- | --- |
| - Heath Streak (K) - Alistair Campbell - Stuart Carlisle - Dion Ebrahim - Andy Flower (wk) - Grant Flower - Travis Friend - Douglas Hondo - Hamilton Masakadza - Ray Price - Paul Strang - Guy Whittall - Craig Wishart | - Shaun Pollock (K) - Mark Boucher (wk) - Boeta Dippenaar - Herschelle Gibbs - Claude Henderson - Jacques Kallis - Gary Kirsten - Lance Klusener - Neil McKenzie - André Nel - Makhaya Ntini | - Guy Whittall (K) - Gary Brent - Alistair Campbell - Stuart Carlisle - Dion Ebrahim - Andy Flower (wk) - Grant Flower - Travis Friend - Hamilton Masakadza - Mluleki Nkala - Paul Strang - Heath Streak - Craig Wishart | - Shaun Pollock (K) - Mark Boucher (wk) - Boeta Dippenaar - Herschelle Gibbs - Claude Henderson - Jacques Kallis - Justin Kemp - Gary Kirsten - Lance Klusener - Neil McKenzie - André Nel - Makhaya Ntini - Justin Ontong - Jonty Rhodes |

## Tour Match
| 21. September Scorecard | Bulawayo | Simbabwe A 128 (42.3)                | – | South Africans 131-3 (20.1) |
|                         |          | South Africans gewinnt mit 7 Wickets |   |                             |

## Test Matches

### Erster Test in Harare
| 7. – 11. September Scorecard | Harare | Südafrika 600-3d (139) & 79-1 (15.2) | – | Simbabwe 286 (90.3) & 391 (171.5) (f/o) |
|                              |        | Südafrika gewinnt mit 9 Wickets      |   |                                         |

### Zweiter Test in Bulawayo
| 14. – 18. September Scorecard | Bulawayo | Simbabwe 419-9d (178) & 96-3 (42) | – | Südafrika 519-8d (186.2) |
|                               |          | Remis                             |   |                          |

## One-Day Internationals

### Erstes ODI in Bulawayo
| 23. September Scorecard | Bulawayo | Südafrika 363-3 (50)           | – | Simbabwe 210-5 (50) |
|                         |          | Südafrika gewinnt mit 153 Runs |   |                     |

### Zweites ODI in Harare
| 29. September Scorecard | Harare | Südafrika 272-7 (50)           | – | Simbabwe 124 (40.1) |
|                         |        | Südafrika gewinnt mit 148 Runs |   |                     |

### Drittes ODI in Harare
| 30. September Scorecard | Harare | Simbabwe 184-6 (50)             | – | Südafrika 188-4 (41) |
|                         |        | Südafrika gewinnt mit 6 Wickets |   |                      |

## Statistiken
Die folgenden Cricketstatistiken wurden bei dieser Tour erzielt.
| Tests              | Tests      | Tests   | Tests   | Tests   | Tests   | Tests   | Tests   | Tests   |
| Batting            | Batting    | Batting | Batting | Batting | Batting | Batting | Batting | Batting |
| Spieler            | Mannschaft | Spiele  | Innings | Runs    | Average | HS      | 100s    | 50s     |
| ------------------ | ---------- | ------- | ------- | ------- | ------- | ------- | ------- | ------- |
| Andy Flower        | Simbabwe   | 2       | 4       | 422     | 211,00  | 199*    | 2       | 1       |
| Jacques Kallis     | Südafrika  | 2       | 3       | 388     |         | 189*    | 2       | 0       |
| Gary Kirsten       | Südafrika  | 2       | 3       | 316     | 158,00  | 220     | 1       | 1       |
| Herschelle Gibbs   | Südafrika  | 2       | 2       | 221     | 110,50  | 147     | 1       | 1       |
| Hamilton Masakadza | Simbabwe   | 2       | 4       | 153     | 51,00   | 85      | 0       | 1       |
| Bowling            |            |         |         |         |         |         |         |         |
| Spieler            | Mannschaft | Spiele  | Overs   | Wickets | Average | BBI     | 5W      | 10W     |
| Claude Henderson   | Südafrika  | 2       | 164     | 11      | 32,09   | 4/143   | 0       | 0       |
| Andre Nel          | Südafrika  | 2       | 54.5    | 6       | 28,00   | 4/53    | 0       | 0       |
| Shaun Pollock      | Südafrika  | 2       | 83.3    | 6       | 29,50   | 3/67    | 0       | 0       |
| Travis Friend      | Simbabwe   | 2       | 64.2    | 6       | 46,33   | 3/87    | 0       | 0       |
| Ray Price          | Simbabwe   | 2       | 124.2   | 5       | 78,40   | 5/181   | 1       | 0       |

| ODIs              | ODIs       | ODIs    | ODIs    | ODIs    | ODIs    | ODIs    | ODIs    | ODIs    |
| Batting           | Batting    | Batting | Batting | Batting | Batting | Batting | Batting | Batting |
| Spieler           | Mannschaft | Spiele  | Innings | Runs    | Average | HS      | 100s    | 50s     |
| ----------------- | ---------- | ------- | ------- | ------- | ------- | ------- | ------- | ------- |
| Herschelle Gibbs  | Südafrika  | 3       | 3       | 233     | 77,66   | 125     | 1       | 1       |
| Alastair Campbell | Simbabwe   | 3       | 3       | 142     | 47,33   | 81      | 0       | 1       |
| Jonty Rhodes      | Südafrika  | 3       | 2       | 110     | 110,00  | 56      | 0       | 2       |
| Jacques Kallis    | Südafrika  | 3       | 2       | 109     | 54,50   | 83      | 0       | 1       |
| Neil McKenzie     | Südafrika  | 3       | 2       | 109     | 109,00  | 69*     | 0       | 1       |
| Bowling           |            |         |         |         |         |         |         |         |
| Spieler           | Mannschaft | Spiele  | Overs   | Wickets | Average | BBI     | 5W      | 10W     |
| Claude Henderson  | Südafrika  | 3       | 29.1    | 7       | 13,57   | 4/17    | 0       | 0       |
| Grant Flower      | Simbabwe   | 3       | 15      | 3       | 24,66   | 2/21    | 0       | 0       |
| Paul Strang       | Simbabwe   | 3       | 26      | 3       | 49,00   | 2/56    | 0       | 0       |
| Lance Klusener    | Südafrika  | 3       | 22      | 2       | 36,00   | 1/15    | 0       | 0       |
| Shaun Pollock     | Südafrika  | 3       | 25      | 2       | 37,50   | 1/13    | 0       | 0       |
| Guy Whittall      | Simbabwe   | 3       | 23      | 2       | 59,50   | 2/49    | 0       | 0       |
| Travis Friend     | Simbabwe   | 3       | 19      | 2       | 74,00   | 1/37    | 0       | 0       |
| Mluleki Nkala     | Simbabwe   | 3       | 26      | 2       | 83,00   | 2/46    | 0       | 0       |

## Player of the Series
Als Player of the Series wurden die folgenden Spieler ausgezeichnet.
| Serie | Player of the Series |
| ----- | -------------------- |
| Test  | Jacques Kallis       |
| ODI   | Herschelle Gibbs     |

### Player of the Match
Als Player of the Match wurden die folgenden Spieler ausgezeichnet.
| Spiel   | Player of the Match |
| ------- | ------------------- |
| 1. Test | Andy Flower         |
| 2. Test | Jacques Kallis      |
| 1. ODI  | Herschelle Gibbs    |
| 2. ODI  | Jonty Rhodes        |
| 3. ODI  | Neil McKenzie       |